# Gymnoscelis silvicola
Gymnoscelis silvicola is een vlinder uit de familie spanners (Geometridae). De wetenschappelijke naam van deze soort is voor het eerst geldig gepubliceerd in 1994 door Vojnits.
De soort komt voor in tropisch Afrika.